# Port lotniczy Nosara
Port lotniczy Nosara (ang. Nosara Airport, IATA: NOB, ICAO: MRNS) – port lotniczy zlokalizowany w kostarykańskim mieście Nosara.